# Riz au poulet hainanais
Le riz au poulet hainanais ou riz au poulet de Hainan  est un mets d'origine chinoise, généralement associé aux régions de Hainan, de Singapour et de Malaisie, bien qu'il soit aussi commun en Thaïlande, au Vietnam et au Cambodge. Il est fait à partir du poulet de Wenchang (en).

## Histoire
Le poulet au riz hainanais est un plat adapté des premiers immigrants chinois originaires de la province de Hainan dans le sud de la Chine. Il est basé sur un plat hainanais bien connu appelé le poulet Wenchang (文昌雞), qui est l'un des quatre plats hainanais importants remontant à la dynastie Qin. Les Hainanais en Chine utilisaient traditionnellement une race spécifique de poulet, le Wenchang, pour préparer le plat. Ils cuisinaient généralement le riz avec le bouillon de poulet restant pour créer un plat connu sous le nom de « riz au poulet Wenchang ». Le plat d'origine a été adapté par la population chinoise d'outre-mer d'origine hainanaise dans la région de Nanyang (Asie du Sud-Est d'aujourd'hui),,,,. Le riz au poulet Wenchang est resté un plat pour les occasions spéciales dans les foyers hainanais à Singapour jusqu'aux années 1940.
Presque tous les pays d'Asie ayant une histoire d'immigration de Chine ont leur propre version du plat. Le San Francisco Chronicle déclare : « Le plat retrace cent cinquante ans d'immigration de l'île de Hainan en Chine… à Singapour et en Malaisie, où le plat est souvent connu sous le nom de poulet Hainan ; au Vietnam, où il est appelé « poulet Hai Nam » et en Thaïlande, où il a été rebaptisé khao man gai (« riz au gras de poulet »),. »

### À Singapour
À Singapour, ce plat est né de la frugalité, créé par des immigrants de la classe des serviteurs cherchant à étirer la saveur du poulet[pas clair].
Les premiers restaurants de poulet rôti ont ouvert à Singapour pendant l'occupation japonaise pendant la Seconde Guerre mondiale, lorsque les Britanniques ont été forcés de partir et que leurs serviteurs hainanais ont perdu leur source de revenus. L'un des premiers fut le Yet Con, qui ouvrit dans les années 1940. Il y a également des sources indiquant que Wang Yiyuan, un vendeur ambulant, a commencé à vendre des « boulettes de poulet au riz enroulées dans des feuilles de bananier » à Singapour dans les années 1920,. Le plat a été popularisé à Singapour dans les années 1950 par Moh Lee Twee, dont le restaurant Swee Kee Chicken Rice a fonctionné de 1947 à 1997. Le critique culinaire de Hong Kong, Chua Lam, crédite Moh pour la création du plat.
Le poulet rôti hainanais est considéré comme l'un des plat national de Singapour,,,,,,,. On le mange « partout, tous les jours » à Singapour et c'est un « spectacle omniprésent dans les centres de restauration à travers le pays, ». Le poulet est généralement servi avec du riz assaisonné, de la sauce piquante et habituellement avec des garnitures de concombre. Bien que le plat soit le plus souvent associé à la cuisine singapourienne, on le trouve également dans toute l'Asie du Sud-Est et dans certaines régions des États-Unis,, où le plat est parfois appelé « poulet rôti de Singapour ». Le plat est largement populaire à Singapour et on peut le trouver dans les centres de restauration, les restaurants et les hôtels.
En août 2021, McDonald's de Singapour a lancé un burger au poulet hainanais qui est largement inspiré du plat, dans le cadre des célébrations de la fête nationale qui a lieu le 9 août.

### Controverse sur l'origine
Dans un débat qui remonte à l'année 1965, lorsque les deux pays se sont séparés, la Malaisie et Singapour revendiquent tous deux l'invention du plat,.
En 2009, alors ministre du Tourisme malaisien, Ng Yen Yen, a déclaré que le poulet rôti hainanais était « uniquement malaisien » et avait été « détourné » par d'autres pays,,. Ng a ensuite précisé qu'elle avait été mal citée sur son intention de breveter les plats et qu'une étude sur les origines des plats serait réalisée « et des excuses présentées si des revendications erronées étaient faites ».
En 2018, alors ministre des Finances malaisien, Lim Guan Eng, a plaisanté en disant que Singapour revendiquait « leur poulet rôti [et] que si nous ne faisons pas attention, les char kway teow deviendront également les leurs » un jour,.
Ce débat a été décrit comme un exemple de gastronationalisme.

## Préparation

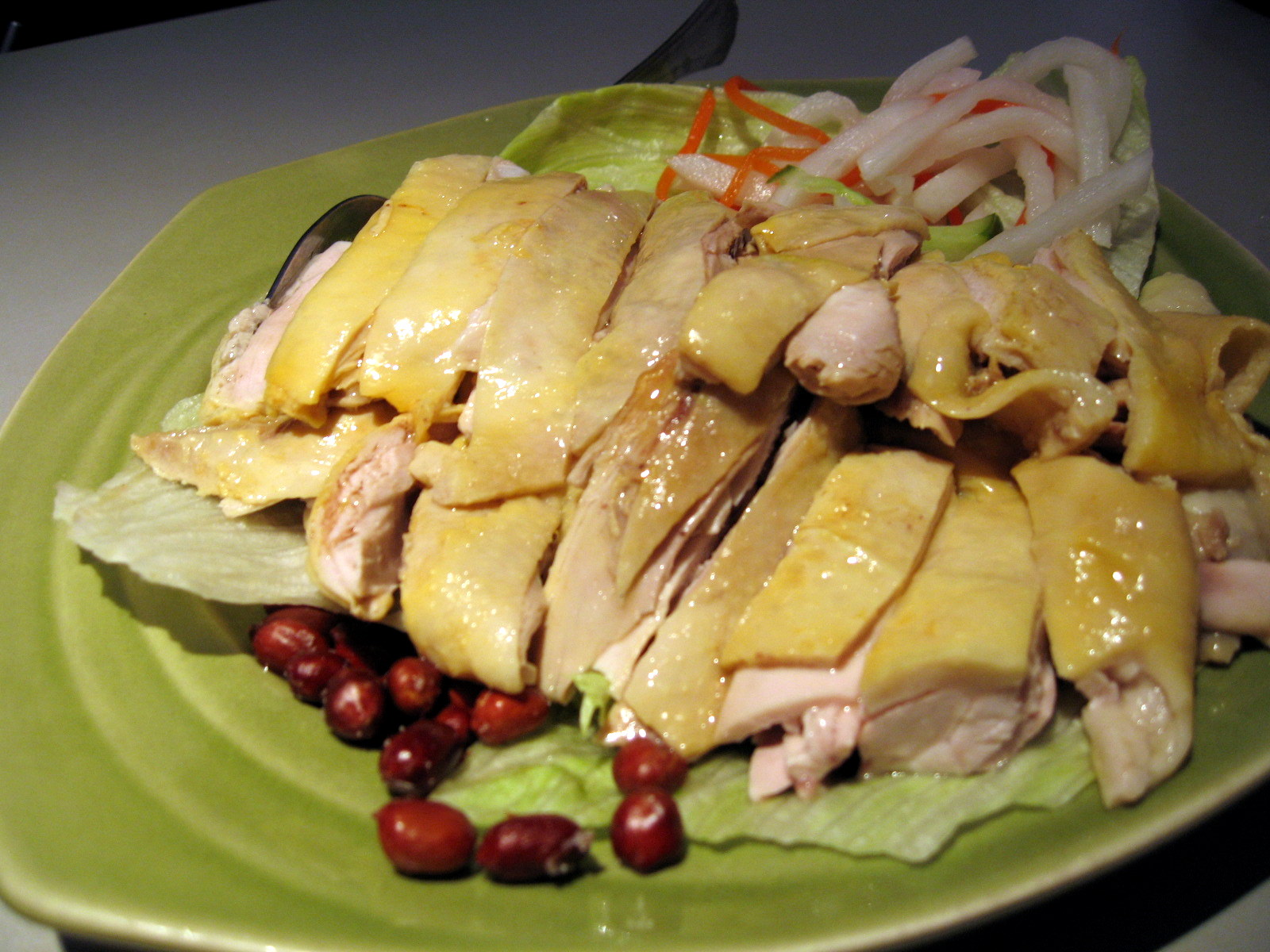
Poulet hainanais.

Le poulet est bouilli entier avec des os de porc et de poulet, apprêté selon une recette traditionnelle hainanaise[précision nécessaire].
Un autre bouillon de poulet est préparé spécifiquement pour faire le riz, lui donnant une texture huileuse[précision nécessaire].
Le plat est généralement servi avec plusieurs trempettes et sauces.